# Kyle Martino
Kyle Hunter Martino (født 19. februar 1981 i Atlanta, Georgia, USA) er en tidligere amerikansk fodboldspiller (midtbane). Han spillede hele sin professionelle karriere, fra 2002 til 2007, i den bedste amerikanske fodboldliga, Major League Soccer. De første fire år var han tilknytte Columbus Crew, og sluttede af med en enkelt sæson hos Los Angeles Galaxy.
Martino spillede desuden otte kampe og scorede ét mål for USA's landshold. Han var en del af den amerikanske trup til Confederations Cup 2003 i Frankrig.
Martino måtte indstille sin karriere allerede som 26-årig på grund af skader.